# Список об'єктів, названих на честь Пафнутія Чебишова
Наступне було названо на честь Пафнутія Чебишова (рос. Пафну́тий Льво́вич Чебышёв; 1821—1894) — російського математика і механіка:
теореми
- Теорема Чебишова про альтернанс

інтеграли
- Інтеграл Чебишова[en]

інше
- Чебишовський альтернанс
- Поліноми Чебишова
- Фільтр Чебишова
- Нерівність Чебишова
- Нерівність Чебишова для сум чисел
- Відстань Чебишова
- Арифмометр Чебишова
- Формула П. Л. Чебишова для плоских механізмів
- Механізм Чебишова